# FK Spartak Riazan
Ne doit pas être confondu avec FK Riazan (1995), FK Riazan (2010) ou FK Spartak-MJK Riazan.
Maillots
Le Spartak Riazan (russe : «Спартак» Рязань) est un club de football russe basé à Riazan fondé en 1937 et disparu en 2000.

## Histoire
Fondé en 1937, le club découvre brièvement le monde professionnel en atteignant la deuxième division soviétique en 1949 avant d'en être relégué aussitôt. Il retrouve cet échelon en 1959 et passe par la suite le plus clair de sa période soviétique entre la deuxième et la troisième division.
Après la dissolution de l'Union soviétique, le club intègre la nouvelle deuxième division russe en 1992, où il termine dans un premier temps second du groupe Centre avant d'être relégué dès la saison suivante après avoir fini quinzième. Il évolue par la suite en troisième division, où il finit notamment troisième du groupe Centre en 1997 et en 1998, jusqu'à sa dissolution en avril 2000. Il est par la suite remplacé en championnat par l'Agrokomplekt Riazan.

## Bilan sportif

### Classements en championnat
La frise ci-dessous résume les classements successifs du club en championnat.

### Bilan par saison
Légende
- Promotion en division supérieure
- Relégation en division inférieure

| Saison    | Championnat       | Championnat       | Championnat       | Championnat       | Championnat       | Championnat       | Championnat       | Championnat       | Championnat       | Championnat       | Coupe d'URSS        |
| Saison    | Division          | Pos               | Pts               | J                 | V                 | N                 | D                 | BP                | BC                | Diff              | Coupe d'URSS        |
| --------- | ----------------- | ----------------- | ----------------- | ----------------- | ----------------- | ----------------- | ----------------- | ----------------- | ----------------- | ----------------- | ------------------- |
| 1938      | Championnat local | Championnat local | Championnat local | Championnat local | Championnat local | Championnat local | Championnat local | Championnat local | Championnat local | Championnat local | Deuxième tour Q     |
| 1939-1948 | Championnat local | Championnat local | Championnat local | Championnat local | Championnat local | Championnat local | Championnat local | Championnat local | Championnat local | Championnat local | —                   |
| 1949      | 2e Russie 3       | 13e               | 4                 | 24                | 0                 | 4                 | 20                | 19                | 79                | -60               | Troisième tour Q    |
| 1950-1958 | Championnat local | Championnat local | Championnat local | Championnat local | Championnat local | Championnat local | Championnat local | Championnat local | Championnat local | Championnat local | —                   |
| 1959      | 2e Zone 1         | 14e               | 13                | 28                | 4                 | 5                 | 19                | 20                | 53                | -33               | —                   |
| 1960      | 2e Russie 2       | 11e               | 21                | 28                | 7                 | 7                 | 14                | 31                | 52                | -21               | Troisième tour Q    |
| 1961      | 2e Russie 3       | 5e                | 24                | 23                | 10                | 4                 | 9                 | 35                | 32                | +3                | Deuxième tour Q     |
| 1962      | 2e Russie 2       | 8e                | 30                | 30                | 11                | 8                 | 11                | 39                | 38                | +1                | Deuxième tour Q     |
| 1963      | 3e Russie 1       | 7e                | 34                | 30                | 13                | 8                 | 9                 | 42                | 20                | +22               | Premier tour Q      |
| 1964      | 3e Russie 2       | 3e                | 39                | 32                | 15                | 9                 | 8                 | 46                | 30                | +16               | Deuxième tour Q     |
| 1965      | 3e Russie 2       | 1er               | 51                | 36                | 21                | 9                 | 6                 | 54                | 26                | +28               | —                   |
| 1966      | 3e Russie 1       | 13e               | 26                | 32                | 5                 | 16                | 11                | 22                | 39                | -17               | Quatrième tour Q    |
| 1967      | 3e Russie 1       | 6e                | 38                | 34                | 14                | 10                | 10                | 39                | 29                | +10               | Deuxième tour Q     |
| 1968      | 2e Groupe 2       | 20e               | 21                | 40                | 4                 | 13                | 23                | 19                | 60                | -41               | Troisième tour Q    |
| 1969      | 3e Russie 2       | 13e               | 27                | 34                | 7                 | 13                | 14                | 33                | 45                | -12               | —                   |
| 1970      | 4e Russie 2       | 1er               | 46                | 34                | 18                | 10                | 6                 | 55                | 28                | +17               | —                   |
| 1971      | 3e Zone 4         | 8e                | 38                | 38                | 13                | 12                | 13                | 35                | 35                | 0                 | —                   |
| 1972      | 3e Zone 4         | 11e               | 35                | 36                | 14                | 7                 | 15                | 36                | 45                | -9                | —                   |
| 1973      | 3e Zone 4         | 13e               | 26                | 34                | 13                | 2                 | 19                | 44                | 52                | -8                | —                   |
| 1974      | 3e Zone 2         | 4e                | 50                | 40                | 19                | 12                | 9                 | 50                | 28                | +22               | —                   |
| 1975      | 3e Zone 4         | 11e               | 29                | 32                | 10                | 9                 | 13                | 37                | 33                | +4                | —                   |
| 1976      | 3e Zone 3         | 8e                | 47                | 40                | 19                | 9                 | 12                | 49                | 34                | +15               | —                   |
| 1977      | 3e Zone 3         | 3e                | 54                | 40                | 21                | 12                | 7                 | 54                | 29                | +25               | —                   |
| 1978      | 3e Zone 3         | 15e               | 44                | 46                | 17                | 10                | 19                | 39                | 45                | -6                | Seizièmes de finale |
| 1979      | 3e Zone 3         | 16e               | 45                | 48                | 18                | 9                 | 21                | 46                | 47                | -1                | —                   |
| 1980      | 3e Zone 1         | 3e                | 52                | 36                | 23                | 6                 | 7                 | 55                | 26                | +29               | —                   |
| 1981      | 3e Zone 1         | 9e                | 34                | 32                | 14                | 6                 | 12                | 43                | 37                | +6                | —                   |
| 1982      | 3e Zone 1         | 11e               | 26                | 30                | 10                | 6                 | 14                | 32                | 41                | -9                | —                   |
| 1983      | 3e Zone 1         | 12e               | 25                | 30                | 11                | 3                 | 16                | 34                | 58                | -24               | —                   |
| 1984      | 3e Zone 1         | 14e               | 24                | 32                | 10                | 4                 | 18                | 33                | 51                | -18               | —                   |
| 1985      | 3e Zone 1         | 11e               | 27                | 32                | 8                 | 11                | 13                | 28                | 40                | -12               | —                   |
| 1986      | 3e Zone 1         | 14e               | 20                | 30                | 8                 | 4                 | 18                | 23                | 45                | -22               | —                   |
| 1987      | 3e Zone 1         | 4e                | 43                | 32                | 17                | 9                 | 6                 | 37                | 18                | +19               | —                   |
| 1988      | 3e Zone 1         | 3e                | 46                | 38                | 19                | 8                 | 11                | 49                | 29                | +20               | —                   |
| 1989      | 3e Zone 1         | 3e                | 59                | 42                | 24                | 11                | 7                 | 57                | 27                | +30               | Premier tour        |
| 1990      | 3e Centre         | 8e                | 45                | 42                | 15                | 15                | 12                | 41                | 44                | -3                | Premier tour        |
| 1991      | 3e Centre         | 12e               | 41                | 42                | 17                | 7                 | 18                | 51                | 50                | +1                | Premier tour        |
| 1991      | 3e Centre         | 12e               | 41                | 42                | 17                | 7                 | 18                | 51                | 50                | +1                | Deuxième tour       |
| Saison    | Championnat       | Championnat       | Championnat       | Championnat       | Championnat       | Championnat       | Championnat       | Championnat       | Championnat       | Championnat       | Coupe de Russie     |
| Saison    | Division          | Pos               | Pts               | J                 | V                 | N                 | D                 | BP                | BC                | Diff              | Coupe de Russie     |
| 1992      | 2e Centre         | 2e                | 46                | 34                | 19                | 8                 | 7                 | 55                | 38                | +17               | —                   |
| 1993      | 2e Centre         | 15e               | 28                | 38                | 10                | 8                 | 20                | 37                | 56                | -19               | Quatrième tour      |
| 1994      | 3e Centre         | 4e                | 43                | 32                | 16                | 11                | 5                 | 43                | 24                | +19               | Premier tour        |
| 1995      | 3e Centre         | 9e                | 53                | 40                | 14                | 11                | 15                | 40                | 39                | +1                | Premier tour        |
| 1996      | 3e Centre         | 5e                | 90                | 42                | 28                | 6                 | 8                 | 67                | 24                | +43               | Deuxième tour       |
| 1997      | 3e Centre         | 3e                | 80                | 40                | 24                | 8                 | 8                 | 59                | 22                | +37               | Deuxième tour       |
| 1998      | 3e Centre         | 3e                | 75                | 40                | 21                | 12                | 7                 | 56                | 29                | +27               | Deuxième tour       |
| 1999      | 3e Centre         | 10e               | 50                | 36                | 15                | 5                 | 16                | 46                | 46                | 0                 | Quatrième tour      |
| 1999      | 3e Centre         | 10e               | 50                | 36                | 15                | 5                 | 16                | 46                | 46                | 0                 | Quatrième tour      |